# Neorhynchoplax frontalis
Neorhynchoplax frontalis is een krabbensoort uit de familie van de Hymenosomatidae. De wetenschappelijke naam van de soort is voor het eerst geldig gepubliceerd in 1982 door Lucas & Davie.